# Piaseczno Przemysłowe
Piaseczno Przemysłowe – dawna wąskotorowa stacja kolejowa w Piasecznie, w województwie mazowieckim, w Polsce.